# Olympische Sommerspiele 1980/Leichtathletik – 800 m (Frauen)

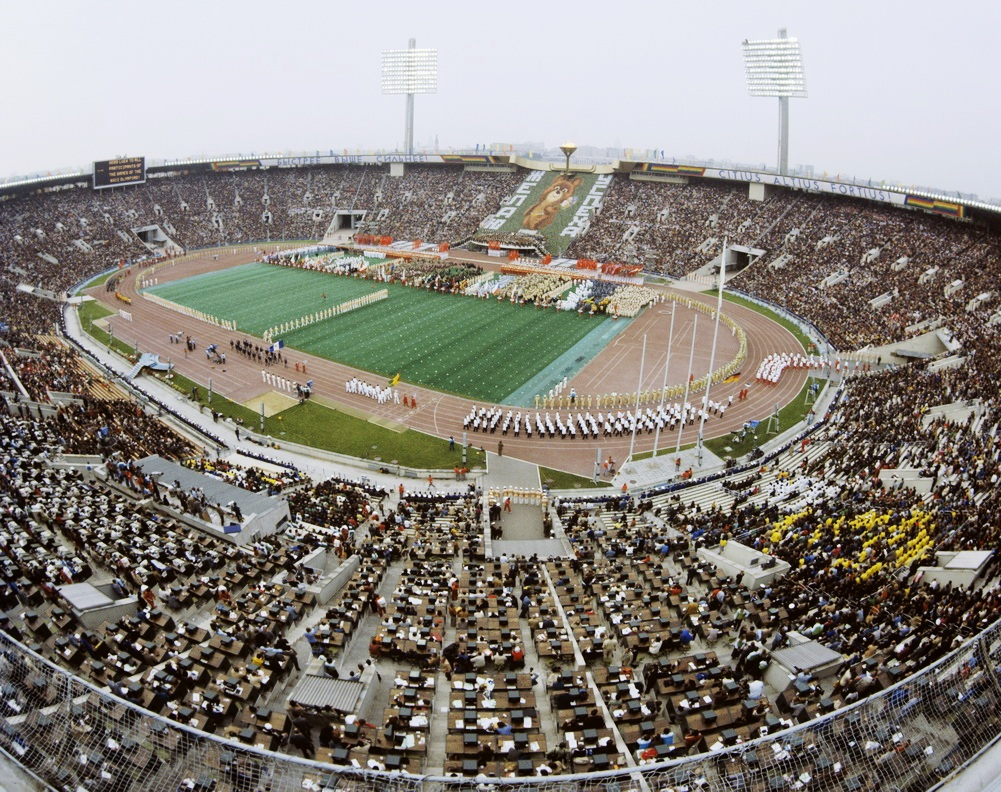
Das Luschniki-Stadion während der Eröffnungsfeier dieser Spiele

Der 800-Meter-Lauf der Frauen bei den Olympischen Spielen 1980 in Moskau wurde am 24., 25. und 27. Juli 1980 im Olympiastadion Luschniki ausgetragen. 29 Athletinnen nahmen teil. 
Die sowjetische Mannschaft konnte einen Dreifach-Erfolg feiern. Nadija Olisarenko, frühere Nadija Muschta, gewann in der neuen Weltrekordzeit von 1:53,43 min vor Olga Minejewa und Tatjana Prowidochina.
Für die DDR gingen Martina Kämpfert und Hildegard Ullrich an den Start, die beide das Finale erreichten. Kämpfert wurde Vierte, Ullrich Fünfte.

Läuferinnen aus der Schweiz, Österreich und Liechtenstein nahmen nicht teil. Athleten aus der Bundesrepublik Deutschland waren wegen des Olympiaboykotts ebenfalls nicht dabei.

## Rekorde

### Bestehende Rekorde
| Weltrekord         | 1:54,85 min | Nadija Olisarenko ( Sowjetunion) | Moskau, Sowjetunion (heute Russland) | 12. Juni 1980 |
| Olympischer Rekord | 1:54,94 min | Tatjana Kasankina ( Sowjetunion) | Finale OS Montreal, Kanada           | 26. Juli 1976 |

### Rekordverbesserung
Die sowjetische Olympiasiegerin Nadija Olisarenko, frühere Nadija Muschta, verbesserte den bestehenden olympischen Rekord im Finale am 24. Juli um 1,51 Sekunden auf 1:53,43 min. Damit steigerte sie gleichzeitig ihren eigenen Weltrekord um 42 Hundertstelsekunden.

## Durchführung des Wettbewerbs
Die Athletinnen traten am 24. Juli zu vier Vorläufen an. Die jeweils drei Laufbesten – hellblau unterlegt – sowie die nachfolgend vier Zeitschnellsten – hellgrün unterlegt – erreichten das Halbfinale am 25. Juli. Dort qualifizierten sich die jeweils drei Laufbesten – wiederum hellblau unterlegt – sowie die nachfolgend zwei Zeitschnellsten – hellgrün unterlegt – für das Finale, das am 24. Juli stattfand.

## Zeitplan
24. Juli, 11:00 Uhr: Vorläufe

25. Juli, 17:35 Uhr: Halbfinale

27. Juli, 18:10 Uhr: Finale
Anmerkung:
Alle Zeiten sind in Ortszeit Moskau (UTC+3) angegeben.
Die direkt qualifizierten Athletinnen sind, die übrigen.

## Vorrunde
Datum: 24. Juli 1980, ab 11:00 Uhr

### Vorlauf 1
| Platz | Name            | Nation         | Zeit       |
| ----- | --------------- | -------------- | ---------- |
| 1     | Gabriella Dorio | Italien        | 2:01,4 min |
| 2     | Olga Minejewa   | Sowjetunion    | 2:01,5 min |
| 3     | Doina Melinte   | Rumänien       | 2:01,9 min |
| 4     | Christina Boxer | Großbritannien | 2:02,1 min |
| 5     | Mwinga Mwanjala | Tansania       | 2:05,2 min |
| 6     | Geeta Zutshi    | Indien         | 2:06,6 min |
| 7     | Fantaye Sirak   | Äthiopien      | 2:08,7 min |

### Vorlauf 2
| Platz | Name                   | Nation      | Zeit       |
| ----- | ---------------------- | ----------- | ---------- |
| 1     | Nadija Olisarenko      | Sowjetunion | 1:59,3 min |
| 2     | Jolanta Januchta       | Polen       | 1:59,7 min |
| 3     | Wessela Jazinska       | Bulgarien   | 1:59,9 min |
| 4     | Anne-Marie Van Nuffel  | Belgien     | 2:00,1 min |
| 5     | Daniela Porcelli       | Italien     | 2:10,7 min |
| 6     | Albertine Rahéliarisoa | Madagaskar  | 2:11,7 min |
| 7     | Margaret Morel         | Seychellen  | 2:17,0 min |

### Vorlauf 3
| Platz | Name                 | Nation      | Zeit       |
| ----- | -------------------- | ----------- | ---------- |
| 1     | Tatjana Prowidochina | Sowjetunion | 1:58,5 min |
| 2     | Martina Kämpfert     | DDR         | 1:58,8 min |
| 3     | Nikolina Schterewa   | Bulgarien   | 1:58,9 min |
| 4     | Anna Bukis           | Polen       | 1:58,9 min |
| 5     | Agnese Possamai      | Italien     | 2:04,1 min |
| 6     | Fatalmoudou Touré    | Mali        | 2:19,8 min |
| DNS   | Sakina Boutamine     | Algerien    |            |

### Vorlauf 4
| Platz | Name                  | Nation       | Zeit       |
| ----- | --------------------- | ------------ | ---------- |
| 1     | Hildegard Ullrich     | DDR          | 2:00,1 min |
| 2     | Fița Lovin            | Rumänien     | 2:00,2 min |
| 3     | Totka Petrowa         | Bulgarien    | 2:00,6 min |
| 4     | Elżbieta Katolik      | Polen        | 2:01,2 min |
| 5     | Lilian Nyiti          | Tansania     | 2:11,1 min |
| 6     | Hala El-Moughrabi     | Syrien       | 2:17,6 min |
| 7     | Acacia Mate           | Mosambik     | 2:19,7 min |
| 8     | Eugenia Osho-Williams | Sierra Leone | 2:33,4 min |

## Halbfinale
Datum: 25. Juli 1980, ab 17:35 Uhr

### Lauf 1

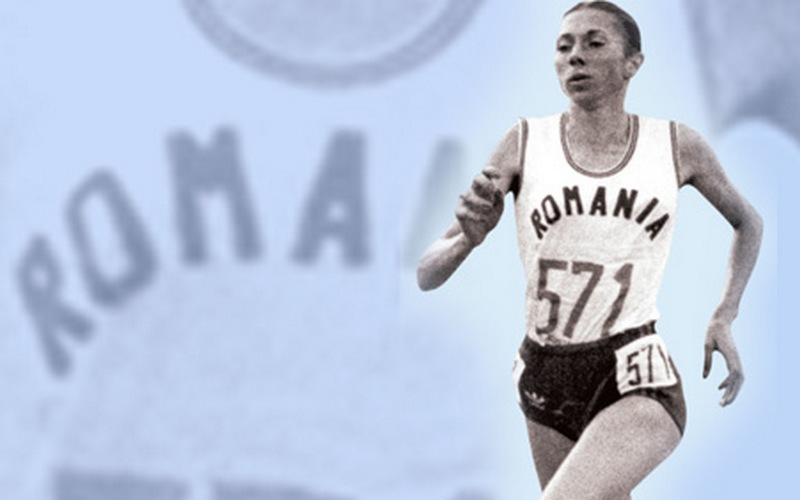
Doina Melinte, frühere Doina Beșliu, erreichte als Fünfte des ersten Semifinals nicht den Endlauf

| Platz | Name                  | Nation      | Zeit       |
| ----- | --------------------- | ----------- | ---------- |
| 1     | Olga Minejewa         | Sowjetunion | 1:57,5 min |
| 2     | Martina Kämpfert      | DDR         | 1:58,1 min |
| 3     | Tatjana Prowidochina  | Sowjetunion | 1:58,3 min |
| 4     | Nikolina Schterewa    | Bulgarien   | 1:58,9 min |
| 5     | Gabriella Dorio       | Italien     | 1:59,0 min |
| 6     | Doina Melinte         | Rumänien    | 2:00,8 min |
| 7     | Elżbieta Katolik      | Polen       | 2:01,1 min |
| 8     | Anne-Marie Van Nuffel | Belgien     | 2:02,0 min |

### Lauf 2

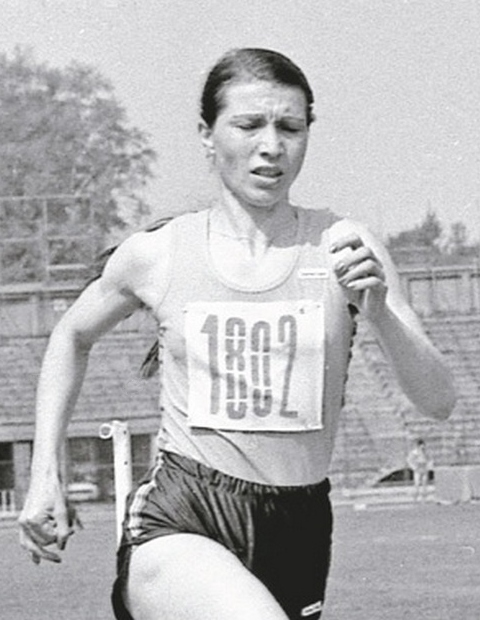
Fița Lovin – ausgeschieden als Vierte des zweiten Halbfinals

| Platz | Name              | Nation         | Zeit       |
| ----- | ----------------- | -------------- | ---------- |
| 1     | Nadija Olisarenko | Sowjetunion    | 1:57,7 min |
| 2     | Hildegard Ullrich | DDR            | 1:58,7 min |
| 3     | Jolanta Januchta  | Polen          | 1:58,9 min |
| 4     | Fița Lovin        | Rumänien       | 1:59,2 min |
| 5     | Wessela Jazinska  | Bulgarien      | 1:59,9 min |
| 6     | Totka Petrowa     | Bulgarien      | 2:00,0 min |
| 7     | Anna Bukis        | Polen          | 2:00,3 min |
| 8     | Christina Boxer   | Großbritannien | 2:00,9 min |

## Finale
Datum: 27. Juli 1980, 18:10 Uhr

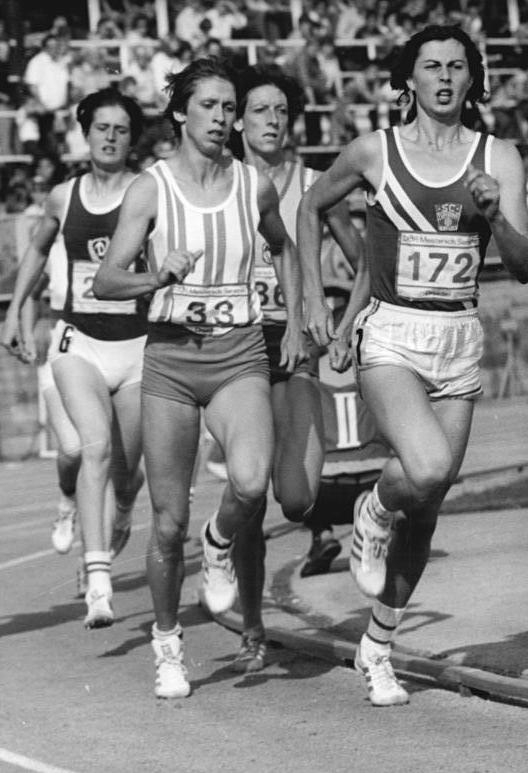
Die Finalvierte Martina Kämpfert (Nr. 33) und fünftplatzierte Hildegard Ullrich (Nr. 172) bei den DDR-Meisterschaften 1982

| Platz | Name                 | Nation      | Zeit        | Anmerkung |
| ----- | -------------------- | ----------- | ----------- | --------- |
| 1     | Nadija Olisarenko    | Sowjetunion | 1:53,43 min | WR        |
| 2     | Olga Minejewa        | Sowjetunion | 1:54,81 min |           |
| 3     | Tatjana Prowidochina | Sowjetunion | 1:55,46 min |           |
| 4     | Martina Kämpfert     | DDR         | 1:56,21 min |           |
| 5     | Hildegard Ullrich    | DDR         | 1:57,20 min |           |
| 6     | Jolanta Januchta     | Polen       | 1:58,25 min |           |
| 7     | Nikolina Schterewa   | Bulgarien   | 1:58,71 min |           |
| 8     | Gabriella Dorio      | Italien     | 1:59,12 min |           |

Der Olympiaboykott hatte kaum Auswirkungen auf den Wettkampf. Favoritinnen waren in erster Linie die drei sowjetischen Läuferinnen Olga Minejewa, Nadija Olisarenko – frühere Nadeschda Muschta – und Tatjana Prowidochina. Dazu kamen die beiden DDR-Athletinnen Martina Kämpfert und Hildegard Ullrich – spätere Hildegard Körner.
Im Finalrennen übernahm Weltrekordlerin Olisarenko von Beginn an die Führung. Bis zur 400-Meter-Marke folgte das Feld geschlossen. Wie hoch das Tempo war, zeigte die Zwischenzeit, die an dieser Stelle 56,41 Sekunden betrug. Nach fünfhundert Metern setzte Minejewa zu einem Angriff an, den Olisarenko mit einer Tempoverschärfung abwehrte. Die beiden setzten sich nun deutlich vom Rest des Feldes ab. In der Zielkurve tat sich auch hinter der an dritter Stelle laufenden Prowidochina eine Lücke zu den übrigen Läuferinnen auf. Mit einem starken Schlussspurt lief Nadija Olisarenko schließlich zu einem neuen Weltrekord und zum Olympiasieg. Olga Minejewa sicherte sich die Silbermedaille und Tatjana Prowidochina rundete mit ihrem dritten Platz den überlegenen Erfolg der sowjetischen Läuferinnen ab. Martina Kämpfert und Hildegard Ullrich folgten auf den nächsten Plätzen.
Alle acht Finalteilnehmerinnen unterboten die 2-Minuten-Marke. In Montreal 1976 war das sieben Läuferinnen gelungen, 1972 in München waren es fünf.

## Videolinks
- 1980 Moscow Olympics women's 800m Final HD.mpg, veröffentlicht am 11. Mai 2012 auf youtube.com, abgerufen am 1. Januar 2018
- 1980 Olympics Women's 800 Semis, youtube.com, abgerufen am 2. November 2021